# Кланец (Коменда)
Кланец (словен. Klanec) је насељено место у општини Коменда, Средњесловенска регија, Словенија.

## Историја
До територијалне реорганизације у Словенији био је у саставу старе општине Камник.

## Становништво
У попису становништва из 2011. године, Кланец је имао 300 становника.
| Број становника према пописима | Број становника према пописима | Број становника према пописима |
| ------------------------------ | ------------------------------ | ------------------------------ |
| 1991                           | 2002                           | 2011                           |
| 203                            | 252                            | 300                            |

Напомена: Године 2007. умањено за део насеља који је припојен насељу Подборшт при Коменди.